# 7-я дивизия подводных лодок
7-я дивизия подводных лодок (7 ДиПЛ) — соединение подводных лодок Северного флота СССР и России, сформированное в 1965 году. Служила как противоавианосная дивизия, но с 2001 года имеет на вооружении только многоцелевые атомные подводные лодки. Базируется на Ара-губу (Видяево).

## История
В условиях активного строительства и ввода в строй атомных подводных лодок, а также после строительства в 1957—1961 годах нового пункта базирования АПЛ на Северном флоте, в феврале 1965 года приказом Главкома ВМФ СССР в 1-й флотилии подводных лодок, базирующейся на Западную Лицу, образована 7-я дивизия подводных лодок. Местом базирования определена губа Малая Лопаткина. Первыми подводными лодками в составе дивизии стали четыре сданные промышленностью АПЛ проекта 675. Одна из них вскоре была переведена на Тихоокеанский флот, но в 1968—1973 годах ещё 10 кораблей того же типа были получены из состава 11-й дивизии в связи с перевооружением той подводными лодками проекта 670.
Основным вооружением АПЛ проекта 675 являлись крылатые ракеты П-5 для стрельбы по береговым целям (вскоре снятые с вооружения) и противокорабельные П-6. В этот период 7-я дивизия, как и 11-я ДиПЛ, имела противоавианосную специализацию. Подводные лодки 7-й дивизии несли службу в Атлантическом океане и Средиземном море, где советские лодки следили за авианосцами США.
С 1973 года 7-я дивизия была перебазирована в губу Нерпичья (Заозёрск). С 1980 года 7-я дивизия перечислена из 1-й флотилии в 9-ю эскадру подводных лодок и перебазирована на Ара-губу (Видяево).
| Наименование          | Проект            | Предыдущая служба     | Период в строю | Дальнейшая служба         |
| --------------------- | ----------------- | --------------------- | -------------- | ------------------------- |
| К-74                  | ПЛАРК проекта 675 | Построены («Севмаш»)  | 1965—1990      | Выведены из состава флота |
| К-22 «Красногвардеец» | ПЛАРК проекта 675 | Построены («Севмаш»)  | 1965—1994      | Выведены из состава флота |
| К-90 К-111            | ПЛАРК проекта 675 | Построены («Севмаш»)  | 1965—1989      | Выведены из состава флота |
| К-116                 | ПЛАРК проекта 675 | Построены («Севмаш»)  | 1965—1966      | Передана в 45-ю ДиПЛ ТОФ  |
| К-166 (К-71)          | ПЛАРК проекта 675 | Переданы из 11-й ДиПЛ | 1968—1988      | Выведены из состава флота |
| К-104                 | ПЛАРК проекта 675 | Переданы из 11-й ДиПЛ | 1967—1990      | Выведены из состава флота |
| К-170 (К-86, КС-86)   | ПЛАРК проекта 675 | Переданы из 11-й ДиПЛ | 1970—1973      | Передана в 29-ю ОбрПЛ     |
| К-172 (К-192)         | ПЛАРК проекта 675 | Переданы из 11-й ДиПЛ | 1969—1989      | Выведены из состава флота |
| К-47                  | ПЛАРК проекта 675 | Переданы из 11-й ДиПЛ | 1973—1994      | Выведены из состава флота |
| К-1                   | ПЛАРК проекта 675 | Переданы из 11-й ДиПЛ | 1970—1981      | Переданы в 50-ю ДиПЛ      |
| К-28 К-428            | ПЛАРК проекта 675 | Переданы из 11-й ДиПЛ | 1975—1985      | Переданы в 50-ю ДиПЛ      |
| К-35                  | ПЛАРК проекта 675 | Переданы из 11-й ДиПЛ | 1973—1984      | Переданы в 50-ю ДиПЛ      |
| К-131                 | ПЛАРК проекта 675 | Переданы из 11-й ДиПЛ | 1970—1993      | Переданы в 50-ю ДиПЛ      |
| К-135 К-235           | ПЛАРК проекта 675 | Переданы из 11-й ДиПЛ | 1970—1987      | Переданы в 50-ю ДиПЛ      |
| КС-19                 | ПЛАТ проекта 658С | Передана из 18-й ДиПЛ | 1983—1990      | Выведена из состава флота |

С 1983 года в состав дивизии вошла КС-19, известная под прозвищем «Хиросима». С лодки были сняты баллистические ракеты, и она использовалась для испытаний новой аппаратуры связи. В 1990—1992 годах уже после вывода из состава флота она отстаивалась в Видяево. Вплоть до конца 1980-х годов 7-я дивизия эксплуатировала ПЛАРК проекта 675, обеспечивала до 10 боевых служб в год, после чего эти корабли, отслужившие в среднем около 20 лет и успевшие устареть, начали выводиться из состава флота. В 1991 году в состав дивизии вошли две ПЛАРК — экспериментальная Б-452 «Беркут» проекта 06704 «Чайка-Б» с ракетами П-800 «Оникс» и К-119 «Воронеж» проекта 949А «Антей».
В 1986 году в состав 7-й ДиПЛ вошла после переоборудования по проекту 651Э уникальная «полуатомная» подводная лодка Б-68, а в 1990-91 годах переданы несколько дизель-электрических подводных лодок из расформированной 35-й дивизии 9-й эскадры подводных лодок.
| Наименование | Проект                                | Предыдущая служба     | Период в строю | Дальнейшая служба             |
| ------------ | ------------------------------------- | --------------------- | -------------- | ----------------------------- |
| Б-68         | ПЛАРК проекта 651Э                    | Переданы из 35-й ДиПЛ | 1986—1992      | Выведена из состава флота     |
| БС-257       | Спасательная ДЭПЛ проекта 940 «Ленок» | Переданы из 35-й ДиПЛ | 1990—1991      | Передана в 69-ю БрПЛ, списана |
| CC-256       | ДЭПЛ-мишень проекта 690 «Кефаль»      | Переданы из 35-й ДиПЛ | 1990—1991      | Передана в 14-ю ДиПЛ (ЧФ)     |
| Б-77         | ПЛРК проекта 651                      | Переданы из 35-й ДиПЛ | 1990—1991      | Передана в 58-ю БрПЛ (БФ)     |

В 1994 году все остававшиеся в строю ПЛАРК проекта 675 были выведены из состава флота, а 9-я эскадра подводных лодок и 6-я дивизия подводных лодок были расформированы, в результате чего к двум лодкам в составе 7-й дивизии добавились шесть лодок 6-й дивизии проектов 671РТМК, 945 и 945А. Первоначально планировалось объединение «под флагом» 6-й дивизии, но так как 7-я дивизия была образована раньше, то оставили её, переподчинив 1-й флотилии подводных лодок.
В 1995 году в состав вошёл свежепостроенный К-141 «Курск», и по аналогии с 11-й ДиПЛ корабельный состав был распределён на две противоавианосные ударные группы во главе с ПЛАРК проекта 949А.
Предполагалось также включение в 7-ю ДиПЛ третьей подводной лодки проекта 949А — К-329 «Белгород», для неё даже был сформирован экипаж, но в 1997 году строительство К-329 было приостановлено на долгие годы. В 1999 году была списана Б-452. В 2000 году погиб К-141 «Курск», в 2001 году из 7-й дивизии в 11-ю был переведён гвардейский К-119 «Воронеж», взамен была получена требующая ремонта АПЛ Б-292 из расформированной 33-й дивизии ПЛ. Вскоре лодка получила имя «Пермь», были выделены средства на её ремонт и возвращение в строй, однако они были использованы для ремонта более современной лодки дивизии, а Б-292 вскоре отправилась на утилизацию. 
С 2001 года 7-я дивизия не имеет в составе АПЛ с основным ракетным вооружением и эксплуатирует только многоцелевые АПЛ.
| Наименование              | Проект                         | Предыдущая служба     | Период в строю | Дальнейшая служба         |
| ------------------------- | ------------------------------ | --------------------- | -------------- | ------------------------- |
| Б-452 «Беркут»            | ПЛАРК проекта 06704 «Чайка-Б»  | Передана из 50-й ДиПЛ | 1991—1998      | Выведены из состава флота |
| Б-414 «Даниил Московский» | МПЛАТРК проекта 671РТМК «Щука» | Переданы из 6-й ДиПЛ  | 1994—2022      | Выведены из состава флота |
| Б-448 «Тамбов»            | МПЛАТРК проекта 671РТМК «Щука» | Переданы из 6-й ДиПЛ  | 1994—н. в.     | В строю                   |
| Б-292 «Пермь»             | МПЛАТРК проекта 671РТМК «Щука» | Передана из 33-й ДиПЛ | 2001—2005      | Выведена из состава флота |

| Наименование            | Проект                          | Предыдущая служба    | Период в строю | Дальнейшая служба                      |
| ----------------------- | ------------------------------- | -------------------- | -------------- | -------------------------------------- |
| К-119 «Воронеж»         | ПЛАРК проекта 949А «Антей»      | Передан из 11-й ДиПЛ | 1991—2001      | Передан в 11-ю ДиПЛ                    |
| К-141 «Курск»           | ПЛАРК проекта 949А «Антей»      | Построен («Севмаш»)  | 1995—2000      | Погиб со всем экипажем во время учений |
| Б-239 «Карп»            | МПЛАТРК проекта 945 «Барракуда» | Переданы из 6-й ДиПЛ | 1994—1998      | В отстое                               |
| Б-276 «Кострома»        | МПЛАТРК проекта 945 «Барракуда» | Переданы из 6-й ДиПЛ | 1994—н. в.     | В резерве                              |
| Б-534 «Нижний Новгород» | МПЛАТРК проекта 945А «Кондор»   | Переданы из 6-й ДиПЛ | 1994—н. в.     | В строю                                |
| Б-336 «Псков»           | МПЛАТРК проекта 945А «Кондор»   | Переданы из 6-й ДиПЛ | 1994—н. в.     | В строю                                |

### Гвардейские корабли 7-й дивизии
Первой гвардейской подводной лодкой в 7-й дивизии стала К-22 проекта 675, унаследовавшая имя и флаг подводной лодки К-22 типа «К», погибшей в 1943 году. Звание было присвоено 22 октября 1964 года, перед экипажем нового строящегося крейсера с речью выступил контр-адмирал Иван Колышкин, в годы войны командовавший дивизионом и бригадой подводных лодок, и бывший на Щ-421 в её последнем походе. В 1965 году лодка вошла в состав 7-й дивизии, а в 1967 году ей было присвоено почётное наименование «Красногвардеец». Вторым гвардейским кораблём из 7-й дивизии стала К-116. В 1966 году она совместно с К-133 проекта 627А совершила уникальный для своего времени дальний подводный поход, перейдя из Западной Лицы через Атлантический и Тихий океан в бухту Крашенинникова на Камчатке. В качестве награды за этот поход К-116 стала гвардейской, унаследовав флаг подводной лодки Щ-422 Фёдора Видяева. Звание присвоено 14 апреля 1966 года, уже после официальной передачи корабля на Тихоокеанский флот.
В 1987 году, уже после вывода К-116 из состава флота, её гвардейское знамя было передано строящемуся новейшему ракетному крейсеру К-119 проекта 949А, в 1991 году вошедшему в состав 7-й ДиПЛ. По итогам успешной средиземноморской боевой службы в 1999 году АПЛ К-141 «Курск» также был представлен к присвоению звания «Гвардейский корабль», но его гибель перечеркнула эти планы.

## Командиры
- 1965—1969: Соколов, Николай Семёнович;
- 1969—1973: Каравашкин, Валентин Степанович;
- 1973—1975: Макаров, Константин Валентинович;
- 1975—1980: Калашников, Владимир Алексеевич;
- 1980—1982: Патрушев, Юрий Николаевич;
- 1982—1984: Толоконников, Михаил Григорьевич;
- 1984—1987: Бусырев, Валерий Михайлович;
- 1987—1992: Бородич, Евгений Андреевич;
- 1992—1994: Бурцев, Олег Вениаминович;
- 1994—2002: Кузнецов, Михаил Юрьевич;
- 2002—2002: Кузьмин, Сергей Викторович;
- 2002—2005: Федотенков, Александр Николаевич;
- 2005—2007: Марьясов, Николай Венедиктович;
- 2007—2009: Юлдашев, Александр Юрьевич;
- 2009— …: Дубков, Игорь Михайлович;
- 2017 — 2023...: контр-адмирал Чередниченко Сергей Алексеевич[6].